# Michal Grman
Michal Grman (ur. 30 lipca 1982 w Liptowskim Mikułaszu) – słowacki hokeista, reprezentant Słowacji.

## Kariera
- MHk 32 Liptowski Mikułasz U18 (1996-1998)
- MHk 32 Liptowski Mikułasz U20 (1998-2001)
- MHk 32 Liptovský Mikuláš (2001-2002)
- HC 05 Banská Bystrica (2001-2002)
- HK Nitra (2002)
- MHk 32 Liptowski Mikułasz (2002-2003)
- HC Sareza Ostrava (2004-2005)
- LHK Jestřábi Prostějov (2005)
- MHk 32 Liptowski Mikułasz (2005-2009)
- MsHK Žilina (2007/2008)
- HC Koszyce (2008-2011)
  -  HC 46 Bardejov (2009)
- HC 05 Bańska Bystrzyca (2011-2012)
- HC Energie Karlowe Wary (2012-2013)
  -  HC Baník Sokolov (2013)
- Jertys Pawłodar (2014-2015)
- MsHK Żylina (2015)
- Cracovia (2015-2016)
- Jertys Pawłodar (2016)

Wychowanek klubu w rodzinnym Liptowskim Mikułaszu. Występował w klubach słowackiej ekstraligi, czeskiej ekstraligi, ligi kazachskiej. Od listopada 2015 do stycznia 2016 zawodnik Cracovii w rozgrywkach Polskiej Hokej Ligi.

## Sukcesy
Klubowe
- Awans do 1. ligi czeskiej: 2004 z Sarezą Ostrawa
- Złoty medal mistrzostw Słowacji: 2009, 2010, 2011 z HC Koszyce
- Złoty medal mistrzostw Kazachstanu: 2014 z Jertysem Pawłodar